# Kanton Beaufort (Jura)
Kanton Beaufort (francouzsky Canton de Beaufort) je francouzský kanton v departementu Jura v regionu Franche-Comté. Tvoří ho 18 obcí.

## Obce kantonu
- Augea
- Augisey
- Beaufort
- Bonnaud
- Cesancey
- Cousance
- Cuisia
- Gizia
- Grusse
- Mallerey
- Maynal
- Orbagna
- Rosay
- Rotalier
- Sainte-Agnès
- Saint-Laurent-la-Roche
- Vercia
- Vincelles